# 서일보
서일보(徐日輔, 1734년 5월 4일 - 1804년 1월 3일)는 조선 후기의 문신이다. 돈령부판관 재직 중 달성부원군 서종제의 제사를 받드는 봉사손이라 하여 특별히 통정대부로 승진했다. 자(字)는 군찬(君贊), 다른 이름은 일보(一輔)이다. 정성왕후의 종증손이 된다.

## 생애
서종제의 아들 서명백의 증손으로, 할아버지는 서덕수이고, 아버지는 신천군수를 지낸 서유호(徐有祜)이며, 어머니는 남익명(南益明)의 딸 의령남씨이다.
1757년(영조 33년) 2월 정성왕후의 상사 때 빈전도감에 참여하였으며, 2월 16일 영조가 그를 특별히 불러들여 별군직에 임명하여 관직에 임용되었다. 6월 5일에는 정성왕후의 상사에 참여한 이들을 포상할 때 반숙마 1필을 하사받았다. 1758년(영조 34년) 9월 7일 휘령전참봉에 임명되었다. 당시 그는 전라도용담현에 있다가 발령받고 부임하였으로 충의의 한명현(韓命玄)이 대신 가(假)참봉에 임명되어 그의 임무를 대행하였다. 그해 12월 29일 신병으로 입직을 서지 못해 추고를 받았다. 1759년(영조 35년) 2월 3일 돈녕부주부가 되었다. 2월 11일 돈녕부참봉이 되었다가 같은 날 6품으로 승진되었다. 1759년 7월 19일 장례원사평(司評), 12월 28일 돈녕부판관을 지냈다.
1761년(영조 37년) 9월 24일 진안현감으로 부임했다가 1762년(영조 38년) 9월 사직하고 되돌아왔다. 그해 12월 21일 사헌부감찰이 되었다. 1763년(영조 39년) 7월 28일 고양군수로 부임하였다가 1765년 5월 5일 면직되고 함경도 북청부로 유배되었다. 1765년(영조 41년) 6월 22일 제용감주부로 복직되어 되돌아왔다. 7월 21일 강원도 평강현감으로 임명되었으나 부임하지 않아 면직되었다. 그해 윤 7월 5일 탄핵당했고, 윤 7월 20일 곤장 80대형을 받았다.
1767년(영조 43년) 달성부원군의 후손이라는 이유로 특별히 서용되었고, 창덕궁위장이 되었다. 1769년(영조 45년) 2월 22일 병조의 추천으로 부사과에 임명되었다. 1771년(영조 47년) 12월 5일 장악원주부에 임명되고, 1772년(영조 48년) 7월 28일 한성부서윤, 1773년(영조 49년) 2월 28일 청풍부사로 부임하였다. 1775년(영조 51년) 병조판서 이휘지, 참판 홍낙인 등의 추천으로 행 부사과에 임명되어 되돌아왔다. 1776년(영조 52년) 3월 7일 도감낭청이 되고 정조 즉위 후 1776년(정조 즉위) 7월 28일 영조의 묘호, 시호 등을 올리는데 관여한 관료들을 포상할 때 부사과로 반숙마 1필을 하사받았다. 8월 11일 세자시강원 분익위(分翊衛)에 임명되었다가 10월 26일 평창군수로 부임하였다. 1778년(정조 2년) 1월 24일 의릉령(懿陵令)으로 발령되었다.
1779년(정조 3년) 4월 4일 장악원첨정, 5월 5일 경모궁 제관과 영우원 제관을 겸직하였다. 1779년 12월 2일 이조의 천거로 해주판관으로 부임하였다. 정조가 즉위한 뒤에도 그는 달성부원군 서종제의 제사를 받드는 봉사손이라 하여 정조가 그를 지우하였다.
1783년(정조 7년) 1월 19일 사복시주부, 1785년 판관, 1791년(정조 15년) 12월 7일 병조의 추천으로 부사과가 되었다. 12월 22일 돈녕부주부에 임명되었다. 1792년(정조 16년) 2월 13일 장악원첨정, 4월 2일 금산군수를 역임하고 1794년 2월 12일 사퇴하였다. 그가 사직하자 정조는 경관직을 그에게 제수하라고 특별 지시하였다. 같은 2월 12일 돈녕부판관이 되었다. 1796년(정조 20년) 5월 29일 사재감첨정, 7월 19일 다시 돈녕부판관이 되었다. 같은 날인 7월 19일 정조는 그가 서종제의 봉사손이라 하여 같은 날 다시 통정대부로 발탁하고, 7월 20일 돈녕부도정에 임명되었다.
1796년 12월 20일 공조참의가 되고 같은 날 다시 겸 부호군에 임명되었다. 1797년(정조 21년) 6월 13일 공조참의 겸 부호군에서 면직되고 부호군에 임명되었다. 12월 7일 첨지중추부사에 임명되었다. 1802년(순조 2년) 5월 13일 다시 돈녕부도정에 임명되고, 1804년(순조 4년) 4월 3일 순조가 그를 특별히 호조참의에 임명되었지만 이미 그해 1월 3일에 사망한 상태였다. 1804년 1월 3일에 사망하였다.

## 가족 관계
- 부인 : 전주이씨(1732년 - 1810년 12월 14일), 진사 이성제(李聖濟)의 딸, 외조부는 안동김씨 현령 김민행(金敏行)
  - 아들 : 서정순
  - 아들 : 서건순
  - 아들 : 서겸순
  - 아들 : 서관순
  - 아들 : 서항순
  - 아들 : 서진순
  - 딸 : 대구서씨
  - 사위 : 이재헌(李在憲)
  - 딸 : 대구서씨
  - 사위 : 심능수(沈能秀)
  - 딸 : 대구서씨
  - 사위 : 조인순(趙仁淳)
- 첩 : 이름 미상
  - 서녀 : 대구서씨
  - 서녀사위 : 윤용선(尹用善)